# Fender Telecaster Bass

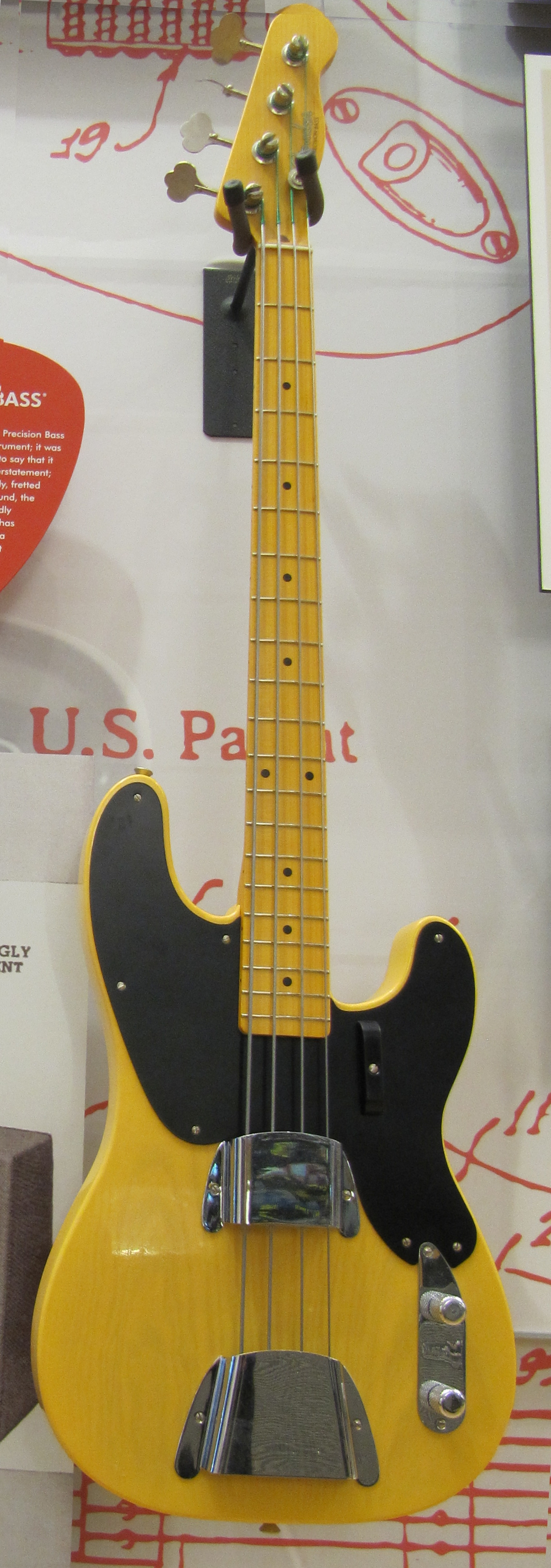
1951er Precision Bass, der ab 1968 als Fender Telecaster Bass neu aufgelegt wurde

Der Telecaster Bass ist ein E-Bass-Modell des US-amerikanischen Musikinstrumentenherstellers Fender Musical Instruments Corporation. Der Telecaster Bass wurde im Juni 1968 erstmals vorgestellt. Er war Fenders erste Neuauflage (englisch: Reissue) des ersten Fender Precision Bass, der 1951 von Firmengründer Leo Fender entwickelt worden war.

## Geschichte und Konstruktion des Instruments
Der Telecaster Bass ist eine geringfügig weiterentwickelte Neuauflage des 1951 erschienenen ersten E-Bass-Modells von Fender, dem Precision Bass. Der Name des Telecaster Bass ist eine Anlehnung an eines der populärsten E-Gitarren-Modelle von Fender, die 1950 vorgestellte Fender Telecaster. Mit dieser gemeinsam hat der Telecaster Bass einen Brett-förmigen flachen Korpus ohne ergonomische Ausfräsungen, wie ihn auch die erste Version des Precision Bass von 1951 aufwies. Genau wie das E-Gitarrenmodell Telecaster wurde auch der Bass kurzzeitig in einer farbenfroh gemusterten Pink- oder Blue-Paisley-Korpuslackierung angeboten, die Ende der 1960er-Jahre besonders Gitarristen der als psychedelisch bezeichneten Musikstile ansprechen sollte. Diese Instrumente sind heute begehrte Sammlerstücke.
Ab Februar 1972 produzierte Fender den Telecaster Bass mit einem mit drei Schrauben am Korpus befestigten Hals, anstelle der beim Precision Bass üblichen vierfachen Verschraubung. Später wurde der elektromagnetische Tonabnehmer in Einzelspulenbauweise (Single Coil) des Modells durch einen in Doppelspulenbauweise (Humbucker) ersetzt, der direkt am Halsansatz im Korpus montiert wurde.  Dieser Tonabnehmer produzierte einen extrem basslastigen, wenig konturierten Ton, der außerhalb der Country-Musik kaum Anhänger fand. Einer der wenigen Musiker anderer Stilrichtungen war Kenny Gradney, Bassist der Band Little Feat, der allerdings den Klang durch das Hinzufügen eines zweiten Humbuckers in Stegnähe verbesserte. Die Beliebtheit dieses Modells litt unter einem Instrumentenhals mit klobigem Querschnitt und unter dem aus der Verwendung von Eschenholz für den Korpus resultierenden hohen Gewicht, das selten unter fünf Kilogramm lag. Ab 1977 erhielt der Telecaster Bass einen Steg im Stil des damaligen Precision Bass mit vier Saitenreitern. Bei diesem Modell des Stegs konnten die unteren Enden der Bass-Saiten von der Instrumentendecke her („von oben“) in den Steg eingehängt werden (englisch: Top-loaded), anstatt wie zuvor von der Rückseite des Korpus aus durch diesen hindurchgeführt zu werden (engl.: String-through-body). Die Produktion des Fender Telecaster Bass wurde im September 1979 eingestellt.
Der Telecaster Bass in der zweiten Version mit Humbucker in Halsposition wurde von der Fender-Tochterfirma Squier im Jahr 2007 wieder aufgelegt unter dem Namen Squier Vintage Modified Precision Bass TB. Dieses Modell hat abweichend vom Telecaster-Design einen ergonomisch angeschrägten Korpus („Unterarm-Auflage“) wie das ab 1955 hergestellte Modell des Precision Basses. Der Korpus besteht bei diesem Modell aus Lindenholz mit einem Furnier aus Eschenholz.
Große Ähnlichkeiten mit der ersten Version des Telecaster Basses (1968–71) hat der im Jahr 2008 erschienene Squier Classic Vibe ‘50s Precision Bass. Allerdings hat auch dieses Modell die Unterarm-Auflage des späteren Precision Basses (ab 1955), und der Korpus besteht aus Lindenholz.
Im Jahr 2011 brachte Fender im Rahmen seiner in China gefertigten, preisgünstigen Modern-Player-Serie eine Neuauflage des Humbucker-bestückten Telecaster Bass heraus, der einen zweiten Humbucker in Stegnähe für einen zeitgemäßeren, konturierten Ton besitzt.

## Bekannte Benutzer
- Sting
- Ron Wood, Bassist der Jeff Beck Group
- Mike Dirnt von der Band Green Day
- Paul McGuigan, ehemaliger Bassist der Band Oasis
- Dusty Hill, Bassist von ZZ Top
- Lou Barlow von Dinosaur Jr.[3]

## Spezifikationen
| Länge:       | 115,89 cm |
| Breite:      | 33 cm |
| Korpustiefe: | 4,45 cm |
| Bünde:       | 20 |
| Tonabnehmer: | 1 × Single Coil (einspuliger Tonabnehmer) mit flat pole-pieces (bis 1972), 1 × Humbucker (doppelspuliger Tonabnehmer, von 1973 bis 1979)                                                                              |
| Regler:      | 1 × Lautstärke, 1 × Ton |
| Steg:        | Winkelblech mit zwei Saitenreitern aus Stahl, Saitenführung durch den Korpus (String-through-body, bis 1977) Winkelblech mit vier Saitenreitern, Saitenführung durch den Steg (Top-loaded strings, von 1977 bis 1979) |